# Electro
Electro (również electro-funk) – gatunek muzyki elektronicznej i wczesnego hip-hopu powstały w latach 80., kształtowany przez producentów funkowych i hip-hopowych.

## Historia
Jednym z prekursorów gatunku electro jest Afrika Bambaataa, który wydał w 1986 r. jeden z obecnych klasyków tego gatunku, czyli Planet Rock: The Album, którym w późniejszym okresie inspirowało się większość artystów electro ze względu na jego nowatorską (jak na tamte czasy) linię perkusyjną i brzmienia, połączone z energicznym rapem ekipy Soul Sonic Force.

## Podgatunki
Dzisiejsze electro ma wiele rodzajów i podgatunków. Najbardziej popularnym i jednocześnie najbardziej nawiązującym do klasycznego brzmienia są miami bass oraz freestyle, którego najbardziej znani przedstawiciele to artyści tacy jak deadmau5, Bubble J, czy Anthony Norris, reprezentujący najbardziej komercyjną odmianę freestyle, brzmieniowo nawiązującą do muzyki dance oraz współczesna muzyka electro nazywana nu-electro lub neo-electro będąca jednocześnie nurtem elektronicznej muzyki tanecznej (klubowej). Muzyka electro wywarła wpływ na powstanie muzyki techno oraz w mniejszym stopniu muzyki house.
Z muzyką electro są często mylone style muzyki tanecznej takie jak breakbeat, electro house i nawet takie gatunki jak techno, new rave czy rock elektroniczny.